# Rudolf Wurzer
Rudolf Wurzer (* 3. Mai 1920 in Mörtschach, Kärnten; † 2. September 2004 in Wien) war ein österreichischer Architekt. Er war Hochschulprofessor an der Technischen Universität Wien, wo er Städtebau und Raumplanung lehrte. Er war als Stadtrat für Stadtplanung Mitglied der Wiener Landesregierung.

## Raumplaner und Professor an der Technischen Universität Wien
Seine berufliche Tätigkeit begann Wurzer in Kärnten, wo er von 1946 bis 1956 für die Stadtplanung des stark wachsenden Verkehrsknotens Villach und ab 1948 für die Raumplanung des ganzen Bundeslandes verantwortlich war. 1954 gründete er mit Karl Ernst Newole (1896–1968) die „Österreichische Gesellschaft zur Förderung von Landesforschung und Landesplanung“ und organisierte als Obmann des Camillo-Sitte-Fonds die Vergabe des Camillo-Sitte-Preises für Städtebau.
1959 wurde er zum Ordinarius für Raumplanung an die Technische Hochschule Wien berufen, wo er bis 1991 tätig war. Als Professor wurde Wurzer durch seine akademische Strenge, aber auch seine herausragenden Vorträge und teilweise ungewöhnlichen Ansichten unter Raumplanern in ganz Europa bekannt.
Von 1968 bis 1970 war er Rektor der Technischen Hochschule Wien.

## Planungsstadtrat in der Bundeshauptstadt Wien
1976 bis 1983 war Rudolf Wurzer amtsführender Stadtrat für Raum- und Stadtplanung in Wien und leitete die planerischen Magistratsabteilungen. Diese Abteilungen waren unter seiner Leitung mit der Erstellung eines neuen Wiener Stadtentwicklungsplanes befasst, von dem später jedoch wenig umgesetzt wurde. In seine Amtszeit fielen einige Wiener Großprojekte, unter anderem das Konferenzzentrum Austria Center Vienna an der Donau und der umfassende Hochwasserschutz im Zusammenhang mit der Donauinsel und der Neuen Donau. 
Daneben erregte er auch durch besondere lokal-planerische Akzente internationale Aufmerksamkeit, wie bei den Entscheidungen um die Neugestaltung des Karlsplatzes nach einem Architektenwettbewerb. Dieser kulturell wie verkehrsmäßig bedeutende Platz war seit dem Wiederaufbau nach dem Zweiten Weltkrieg ein immer wiederkehrendes Diskussionsthema der Wiener und behinderte zuletzt gar die architektonische Wirkung seines Namensgebers, der Karlskirche mit ihrer weltweit einzigartigen ellipsoiden Kuppel.
Um 1980 erhielt der Platz nach einem Architektenwettbewerb unter dem Planungsstadtrat Wurzer seine neue Gestaltung, nicht zuletzt als Vorplatz seiner „Heimatuniversität“, die 1815 die erste Gründung einer Technischen Hochschule in Europa war. Den Karlsplatz charakterisieren seither nicht nur zwei Museen, der Wiener Musikverein und die Technische Universität, sondern auch die Mooreschen Großplastik in einem neu angelegten elliptischen Teich direkt vor der Karlskirche.
2001 wurde anlässlich des 30-jährigen Jubiläums der Studienrichtung Raumplanung der Rudolf-Wurzer-Preis von der Bundeshauptstadt und der Technischen Universität Wien ins Leben gerufen; seit 2002 wird der mit 10.000 Euro dotierte Preis alle zwei Jahre für wissenschaftliche Abhandlungen zur Stadtentwicklungs- und Raumplanung vergeben oder für problemlösende Konzepte, die der Planungspraxis zum Vorbild dienen können.
Rudolf Wurzer wurde auf dem Grinzinger Friedhof (Gruppe 22, Reihe 2, Nummer 18) bestattet.